# Andrews (comté de Levy, Floride)
Pour les articles homonymes, voir Andrews.
Andrews est une census-designated place du comté de Levy, dans l'État de Floride, aux États-Unis,. En 2020, elle compte une population de 837 habitants.